# Wereldkampioenschap superbike van Salt Lake City 2010
Het wereldkampioenschap superbike van Salt Lake City 2010 was de zevende ronde van het wereldkampioenschap superbike en het wereldkampioenschap Supersport 2010. De races werden verreden op 31 mei 2010 op het Miller Motorsports Park nabij Tooele, Utah, Verenigde Staten.

## Superbike

### Race 1
| Pos | Nr  | Rijder           | Constructeur | Rondes | Tijd        | Grid | Punten |
| --- | --- | ---------------- | ------------ | ------ | ----------- | ---- | ------ |
| 1   | 3   | Max Biaggi       | Aprilia      | 24     | 38:20.442   | 2    | 25     |
| 2   | 91  | Leon Haslam      | Suzuki       | 21     | +4.931      | 5    | 20     |
| 3   | 41  | Noriyuki Haga    | Ducati       | 21     | +6.432      | 6    | 16     |
| 4   | 2   | Leon Camier      | Aprilia      | 21     | +8.576      | 8    | 13     |
| 5   | 11  | Troy Corser      | BMW          | 21     | +11.150     | 15   | 11     |
| 6   | 67  | Shane Byrne      | Ducati       | 21     | +11.243     | 11   | 10     |
| 7   | 99  | Luca Scassa      | Ducati       | 21     | +12.432     | 13   | 9      |
| 8   | 50  | Sylvain Guintoli | Suzuki       | 21     | +15.145     | 12   | 8      |
| 9   | 52  | James Toseland   | Yamaha       | 21     | +16.091     | 14   | 7      |
| 10  | 111 | Rubén Xaus       | BMW          | 21     | +16.502     | 9    | 6      |
| 11  | 35  | Cal Crutchlow    | Yamaha       | 21     | +18.719     | 3    | 5      |
| 12  | 76  | Max Neukirchner  | Honda        | 21     | +24.285     | 16   | 4      |
| 13  | 66  | Tom Sykes        | Kawasaki     | 21     | +36.479     | 18   | 3      |
| 14  | 65  | Jonathan Rea     | Honda        | 21     | +39.700     | 7    | 2      |
| 15  | 77  | Chris Vermeulen  | Kawasaki     | 21     | +41.253     | 17   | 1      |
| 16  | 95  | Roger Lee Hayden | Kawasaki     | 21     | +41.661     | 20   |        |
| 17  | 23  | Broc Parkes      | Honda        | 21     | +1:00.427   | 19   |        |
| 18  | 15  | Matteo Baiocco   | Kawasaki     | 17     | +4 ronden   | 21   |        |
| DNF | 7   | Carlos Checa     | Ducati       | 18     | Uitgevallen | 1    |        |
| DNF | 84  | Michel Fabrizio  | Ducati       | 1      | Ongeluk     | 10   |        |
| DNF | 96  | Jakub Smrž       | Ducati       | 0      | Uitgevallen | 4    |        |

### Race 2
| Pos | Nr  | Rijder           | Constructeur | Rondes | Tijd        | Grid | Punten |
| --- | --- | ---------------- | ------------ | ------ | ----------- | ---- | ------ |
| 1   | 3   | Max Biaggi       | Aprilia      | 21     | 38:17.842   | 2    | 25     |
| 2   | 2   | Leon Camier      | Aprilia      | 21     | +5.899      | 8    | 20     |
| 3   | 35  | Cal Crutchlow    | Yamaha       | 21     | +7.363      | 3    | 16     |
| 4   | 41  | Noriyuki Haga    | Ducati       | 21     | +8.842      | 6    | 13     |
| 5   | 11  | Troy Corser      | BMW          | 21     | +9.473      | 15   | 11     |
| 6   | 50  | Sylvain Guintoli | Suzuki       | 21     | +12.293     | 12   | 10     |
| 7   | 67  | Shane Byrne      | Ducati       | 21     | +12.483     | 11   | 9      |
| 8   | 65  | Jonathan Rea     | Honda        | 21     | +15.959     | 7    | 8      |
| 9   | 84  | Michel Fabrizio  | Ducati       | 21     | +18.897     | 10   | 7      |
| 10  | 99  | Luca Scassa      | Ducati       | 21     | +20.372     | 13   | 6      |
| 11  | 111 | Rubén Xaus       | BMW          | 21     | +26.823     | 9    | 5      |
| 12  | 76  | Max Neukirchner  | Honda        | 21     | +30.344     | 16   | 4      |
| 13  | 77  | Chris Vermeulen  | Kawasaki     | 21     | +33.337     | 17   | 3      |
| 14  | 66  | Tom Sykes        | Kawasaki     | 21     | +38.772     | 18   | 2      |
| 15  | 23  | Broc Parkes      | Honda        | 21     | +44.994     | 19   | 1      |
| DNF | 96  | Jakub Smrž       | Ducati       | 18     | Uitgevallen | 4    |        |
| DNF | 15  | Matteo Baiocco   | Kawasaki     | 15     | Uitgevallen | 21   |        |
| DNF | 52  | James Toseland   | Yamaha       | 15     | Ongeluk     | 21   |        |
| DNF | 95  | Roger Lee Hayden | Kawasaki     | 12     | Uitgevallen | 20   |        |
| DNF | 91  | Leon Haslam      | Suzuki       | 7      | Ongeluk     | 5    |        |
| DNF | 7   | Carlos Checa     | Ducati       | 7      | Uitgevallen | 1    |        |

## Supersport
| Pos | Nr  | Rijder            | Constructeur | Rondes | Tijd      | Grid | Punten |
| --- | --- | ----------------- | ------------ | ------ | --------- | ---- | ------ |
| 1   | 54  | Kenan Sofuoğlu    | Honda        | 18     | 33:45.278 | 1    | 25     |
| 2   | 50  | Eugene Laverty    | Honda        | 18     | +1.028    | 2    | 20     |
| 3   | 26  | Joan Lascorz      | Kawasaki     | 18     | +1.673    | 3    | 16     |
| 4   | 7   | Chaz Davies       | Triumph      | 18     | +13.209   | 6    | 13     |
| 5   | 51  | Michele Pirro     | Honda        | 18     | +14.209   | 7    | 11     |
| 6   | 37  | Katsuaki Fujiwara | Kawasaki     | 18     | +14.386   | 4    | 10     |
| 7   | 25  | David Salom       | Triumph      | 18     | +14.603   | 5    | 9      |
| 8   | 127 | Robbin Harms      | Honda        | 18     | +20.582   | 9    | 8      |
| 9   | 4   | Gino Rea          | Honda        | 18     | +22.895   | 11   | 7      |
| 10  | 99  | Fabien Foret      | Kawasaki     | 18     | +27.100   | 8    | 6      |
| 11  | 40  | Jason DiSalvo     | Triumph      | 18     | +27.211   | 10   | 5      |
| 12  | 14  | Matthieu Lagrive  | Triumph      | 18     | +28.293   | 12   | 4      |
| 13  | 55  | Massimo Roccoli   | Honda        | 18     | +28.393   | 13   | 3      |
| 14  | 117 | Miguel Praia      | Honda        | 18     | +41.986   | 14   | 2      |
| 15  | 5   | Alexander Lundh   | Honda        | 18     | +48.402   | 15   | 1      |
| 16  | 46  | Tyler Odom        | Honda        | 18     | +48.689   | 16   |        |
| 17  | 8   | Bastien Chesaux   | Honda        | 18     | +1:12.283 | 17   |        |
| 18  | 86  | Jason Farrell     | Kawasaki     | 18     | +1:56.115 | 18   |        |
| DNF | 13  | Melissa Paris     | Yamaha       | 6      | Ongeluk   | 19   |        |

## Tussenstanden na wedstrijd

### Superbike
| Pos | Nr | Rijder        | Team    | Punten |
| --- | -- | ------------- | ------- | ------ |
| 1   | 3  | Max Biaggi    | Aprilia | 257    |
| 2   | 91 | Leon Haslam   | Suzuki  | 242    |
| 3   | 65 | Jonathan Rea  | Honda   | 151    |
| 4   | 7  | Carlos Checa  | Ducati  | 141    |
| 5   | 41 | Noriyuki Haga | Ducati  | 135    |

### Supersport
| Pos | Nr | Rijder         | Team     | Punten |
| --- | -- | -------------- | -------- | ------ |
| 1   | 54 | Kenan Sofuoğlu | Honda    | 142    |
| 2   | 50 | Eugene Laverty | Honda    | 136    |
| 3   | 26 | Joan Lascorz   | Kawasaki | 128    |
| 4   | 7  | Chaz Davies    | Triumph  | 84     |
| 5   | 51 | Michele Pirro  | Honda    | 58     |

2008 · 2009 · 2010 · 2011 · 2012